# Rafael Arnaiz Barón
Rafael Arnaiz Barón (Burgos; 9 de abril de 1911-Monasterio de San Isidoro, San Isidro de Dueñas, Palencia; 26 de abril de 1938), más conocido como el Hermano Rafael, fue un monje trapense, considerado uno de los grandes místicos del siglo XX, que fue canonizado por la Iglesia católica en 2009.

## Infancia y adolescencia
Bautizado en la iglesia de Santa Águeda (Burgos) a los doce días de nacer, fue el primer hijo de los cuatro que tuvieron Rafael Arnaiz, ingeniero de Montes, y Mercedes Barón, cronista de sociedad y crítica musical en algunos periódicos y revistas. Rafael hizo su primera comunión en la iglesia de la Visitación del Monasterio de las Salesas, en Burgos, el 25 de octubre de 1919. Un año después entró en el colegio que los jesuitas tenían en dicha ciudad, en el que fue miembro de la Congregación de María Inmaculada y recibió premios por su aplicación en el estudio y buena conducta. Sin embargo, pasó casi todo su primer año allí enfermo, primero de unas fiebres coli-bacilares y, tras sanar de éstas, de una pleuresía que había tenido latente. Cuando se restableció completamente, su padre le llevó al Pilar de Zaragoza para dar gracias a la Virgen por su curación, y en octubre de 1921 reanudó los estudios.
Por traslado laboral del padre, la familia se instaló en 1923 en Oviedo, y Rafael ingresó como externo en el colegio San Ignacio de Loyola, también jesuita. En 1926 solicita recibir clases de dibujo y pintura, impartidas por el pintor Eugenio Tamayo, y con los cuadros creados colabora en las obras de caridad de su madre. Su casa acogía fiestas y reuniones de sociedad, con amigos y alumnos de las clases de piano de su madre, y Rafael mostraba siempre ante todos un buen carácter, elegante y cuidadoso pero no petulante.

## Universidad y vocación
Terminado el Bachillerato, en 1929 decidió iniciar estudios de Arquitectura en Madrid, y en los momentos libres empezó a visitar a su tío materno Leopoldo, duque de Maqueda, y su esposa, en la finca de Pedrosillo, propiedad de éstos y situada muy cerca de Ávila. Estrecharon su relación y charlaron sobre la vida cristiana, reforzando la profunda formación cristiana recibida sobre todo de su madre.
Aprobadas las primeras asignaturas de la preparación para Arquitectura, Rafael hizo una excursión por Castilla, deteniéndose principalmente en Salamanca para admirar las obras arquitectónicas de la ciudad. Después, de vuelta en Ávila, pintó unas vidrieras para la capilla de sus tíos. Sufrió entonces unas fiebres palúdicas no muy graves, de las cuales se repuso en cuanto volvió a su hogar en Oviedo.  Sus tíos le hablaron del Monasterio de San Isidro de Dueñas (también conocido como La Trapa), que ellos visitaban, y así, en octubre de 1930 Rafael se acercó a Dueñas a conocerlo, una visita que despertó en él la vocación monástica.

## Vida monástica
Tras nuevas visitas y unos ejercicios espirituales en el monasterio, Rafael se decide a solicitar su ingreso en él: 

Me cansan los hombres, aun los buenos. Nada me dicen. Suspiro todo el día por Cristo (...). El monasterio va a ser para mí dos cosas. Primero: un rincón del mundo donde sin trabas pueda alabar a Dios noche y día; y, segundo, un purgatorio en la tierra donde pueda purificarme, perfeccionarme y llegar a ser santo. Yo le entrego mi voluntad y mis buenos deseos. Que Él haga lo demás.

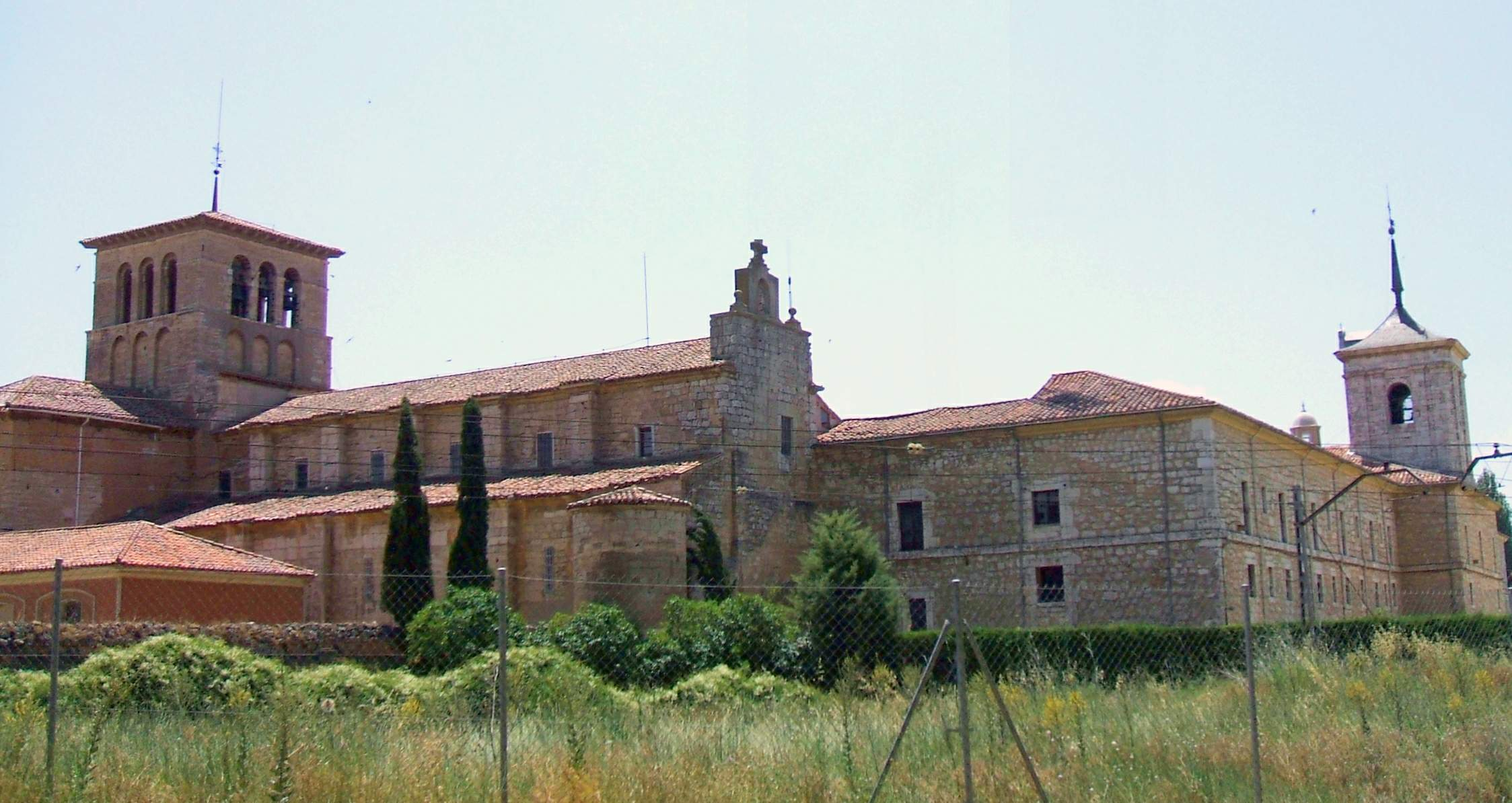
Monasterio de San Isidro de Dueñas (La Trapa).

Tras finalizar el servicio militar, el joven Rafael Arnaiz ingresó en La Trapa el 15 de enero de 1934, adoptando el nombre de fray María Rafael. Pero a los cuatro meses el desarrollo de una grave diabetes le obliga a volver a Oviedo, muy a su pesar. Tras irse recuperando gracias a los cuidados familiares, consiguió reingresar, pero ya sólo en calidad de oblato, pues la enfermedad le impedía observar la regla trapense: necesitaba dos inyecciones diarias de insulina y seguir un régimen alimenticio estricto.

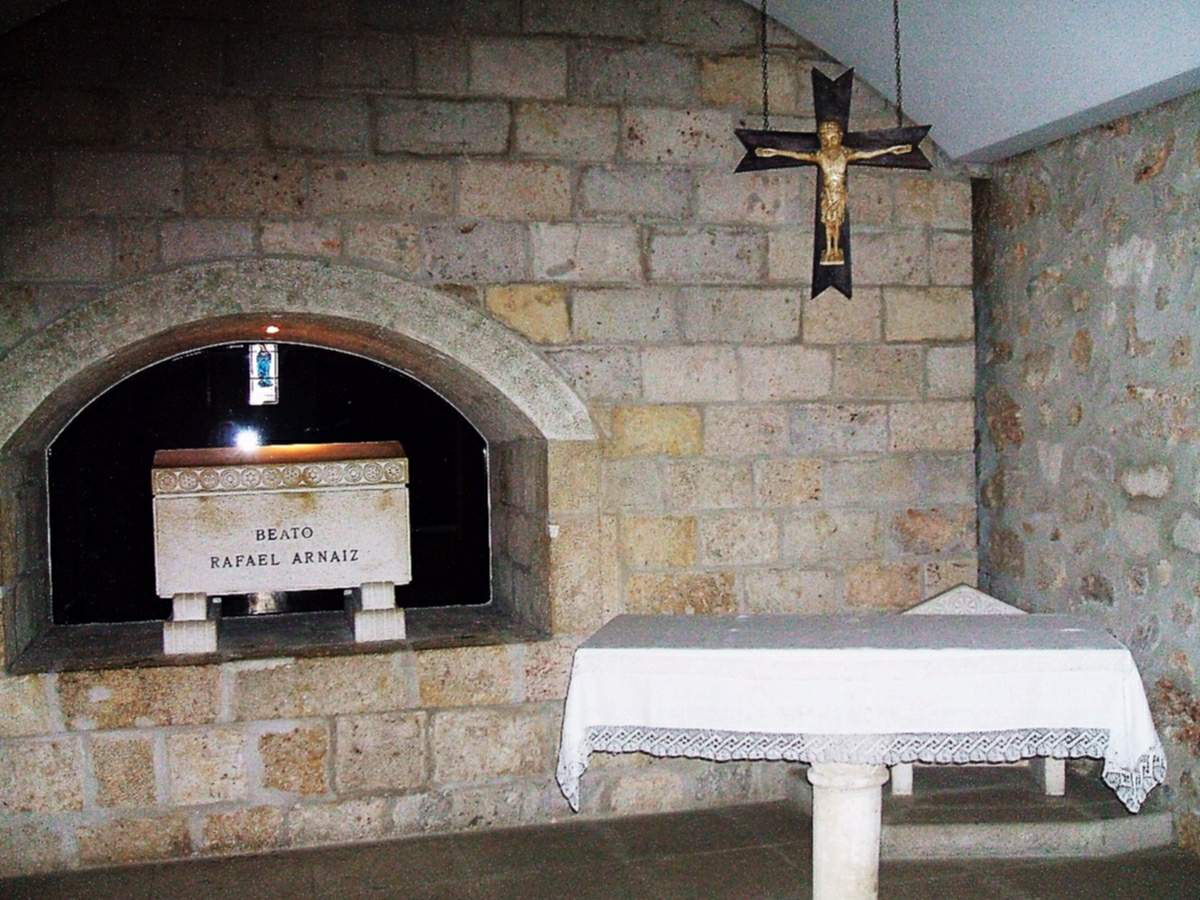
Tumba del santo en la Iglesia del Monasterio de San Isidro de Dueñas (La Trapa).

Aún tuvo que abandonar el monasterio dos veces más: entre septiembre y diciembre de 1936, al ser llamado a filas en Burgos por la Guerra Civil, hasta ser declarado inútil por su enfermedad; y entre febrero y diciembre de 1937, por empeorar de nuevo su salud, pasando esos meses en Villasandino con su familia, que había dejado temporalmente Oviedo. Al comenzar la Guerra Civil, se compromete con las Conferencias de San Vicente de Paúl.
En su cuarto y último regreso atisbaba ya el final de su vida, y el domingo de Resurrección, 17 de abril de 1938, Félix Alonso, el abad, le impuso simbólicamente el escapulario negro y la cogulla trapense, cumpliendo su deseo de poder morir con ella. Recibió una última visita de su padre el 21 de abril, todavía pensando proyectos, y un coma diabético acabó finalmente con su vida el 26 de abril de 1938. Fue sepultado inicialmente en el cementerio del monasterio, pero el 13 de noviembre de 1972 sus restos fueron trasladados a la iglesia abacial del mismo.

## Beatificación y canonización
La fase diocesana del proceso de beatificación se desarrolló entre 1962 y 1967, en la diócesis de Palencia, continuando posteriormente en Roma hasta su beatificación por el papa Juan Pablo II el 27 de septiembre de 1992. Para ello, se reconoció como milagrosa la curación de una joven palentina atropellada por un tractor y desahuciada por los médicos.
El proceso de canonización se abrió en 2005, y durante el mismo se aceptó como milagrosa la recuperación sin secuelas de Begoña León Alonso, una joven madrileña embarazada, afectada por el Síndrome HELLP en 2000 y su hija Laura. El sábado 21 de febrero de 2009, el papa Benedicto XVI aprobó la canonización del Hermano Rafael y otros nueve beatos, la cual tuvo lugar el 11 de octubre del mismo año en la Basílica de San Pedro de Roma.

«...El Hermano Rafael, aún cercano a nosotros, nos sigue ofreciendo con su ejemplo y sus obras un recorrido atractivo, especialmente para los jóvenes que no se conforman con poco, sino que aspiran a la plena verdad, a la más indecible alegría, que se alcanzan por el amor de Dios. ‘Vida de amor... He aquí la única razón de vivir’”, dice el nuevo santo. E insiste: ‘Del amor de Dios sale todo’. Que el Señor escuche benigno una de las últimas plegarias de San Rafael Arnaiz, cuando le entregaba toda su vida, suplicando: ‘Tómame a mí y date Tú al mundo’. Que se dé para reanimar la vida interior de los cristianos de hoy. Que se dé para que sus hermanos de la Trapa y los centros monásticos sigan siendo ese faro que hace descubrir el íntimo anhelo de Dios que Él ha puesto en cada corazón humano...»
Homilía de Benedicto XVI el día de su canonización.

## Templos con su advocación
- Iglesia del Hermano San Rafael Arnaiz (Burgos)
- Iglesia de San Rafael Arnaiz (Madrid)
- Parroquia San Rafael Arnaiz Barón (El Salvador)